# Rafael Llano Cifuentes
Rafael Llano Cifuentes (ur. 18 lutego 1933 w mieście Meksyk, zm. 28 listopada 2017 w Rio de Janeiro) – meksykański duchowny katolicki, biskup diecezji Nova Friburgo w Brazylii w latach 2004–2010.

## Życiorys
20 grudnia 1959 wyświęcony w Madrycie na kapłana prałatury personalnej Opus Dei. Od 19 czerwca 1990 biskup pomocniczy w archidiecezji São Sebastião do Rio de Janeiro i tytularny Mades, konsekratorem był kardynał Eugênio de Araújo Sales. Od 20 czerwca 2004 do 20 stycznia 2010 biskup diecezji Nova Friburgo w stanie Rio de Janeiro.
Absolwent prawa cywilnego na Uniwersytecie w Salamance w Hiszpanii i doktor prawa kanonicznego Angelicum w Rzymie. Profesor prawa kanonicznego na Uniwersytecie Papieskim w São Paulo i prawa małżeńskiego w Wyższym Instytucie Prawa Kanonicznego w Rio de Janeiro, koordynator duszpasterstwa rodzin, duszpasterstwa młodzieży i duszpasterstwa akademickiego archidiecezji Rio de Janeiro. Przewodniczący komisji Konferencji Episkopatu Brazylii do spraw życia i rodziny. Autor dzieł poświęconych zagadnieniom małżeństwa i rodziny.